# Hold Me While You Wait
«Hold Me While You Wait» — песня шотландского певца Льюиса Капальди, ставшая синглом с его первого студийного альбома Divinely Uninspired to a Hellish Extent. Сингл вышел 3 мая 2019 года одновременно со стартом предзаказа альбома. Песня дебютировала на первом месте ирландского чарта Irish Singles Chart и шотландского чарта Scottish Singles Chart и на четвёртом месте британского чарта UK Singles Chart. В Великобритании Льюис Капальди стал вторым исполнителем после Эда Ширана, чьи две песни одновременно находились в топ-5 британского чарта. Песня продержалась в британском чарте 34 недели.

## Информация о песне
Капальди говорил о «Hold Me While You Wait», что написал песню «о неопределённости отношений — когда партнёр не уверен, чего хочет», эту ситуацию он описал как «одно из самых отчаянных положений, в котором вы можете оказаться» из-за «надвигающейся безнадёжности» ситуации. В интервью для Music Week Капальди заявил, что его не волнует коммерческий успех песни, поскольку «если она не будет иметь такого же успеха, как „Someone You Loved“, это нормально».

## Отзывы критиков
В рецензии сайта Idolator песня названа «ещё одним эмоциональным ударом под дых, где скрупулёзно описывается конец отношений», как и в «Someone You Loved», а припев характеризуется как «невероятно депрессивный».

## Список композиций
| №  | Название                 | Длительность |
| -- | ------------------------ | ------------ |
| 1. | «Hold Me While You Wait» | 3:25         |
| 2. | «Someone You Loved»      | 3:02         |

## Позиции в чартах
| Чарт (2019)                                | Наивысшая позиция |
| ------------------------------------------ | ----------------- |
| Бельгия/Фландрия (Ultratip Bubbling Under) | 20                |
| Чехия (Rádio — Top 100)                    | 8                 |
| Ирландия (IRMA)                            | 1                 |
| Италия (FIMI)                              | 39                |
| Новая Зеландия (RMNZ)                      | 13                |
| Сан-Марино (SMRRTV Top 50)                 | 29                |
| Шотландия (OCC Scotland)                   | 1                 |
| Словакия (Rádio — Top 100)                 | 15                |
| Швеция (Sverigetopplistan)                 | 77                |
| Швейцария (Schweizer Hitparade)            | 63                |
| Великобритания (OCC UK Singles)            | 4                 |

| Чарт (2019)                     | Позиция |
| ------------------------------- | ------- |
| Исландия (Tónlistinn)           | 81      |
| Ирландия (IRMA)                 | 13      |
| Великобритания Singles (OCC)    | 14      |
| Чарт (2020)                     | Позиция |
| Ирландия (IRMA)                 | 48      |
| Великобритания (UK Singles OCC) | 46      |

## Сертификации
| Регион                                                                      | Сертификация  | Продажи   |
| --------------------------------------------------------------------------- | ------------- | --------- |
| Австралия (ARIA)                                                            | 4× Платиновый | 280 000   |
| Австрия (IFPI Austria)                                                      | Платиновый    | 30 000    |
| Канада (Music Canada)                                                       | 5× Платиновый | 400 000   |
| Дания (IFPI Danmark)                                                        | Платиновый    | 90 000    |
| Германия (BVMI)                                                             | Золотой       | 200 000   |
| Италия (FIMI)                                                               | Платиновый    | 70 000    |
| Новая Зеландия (RMNZ)                                                       | 3× Платиновый | 90 000    |
| Польша (ZPAV)                                                               | Золотой       | 10 000    |
| Португалия (AFP)                                                            | Платиновый    | 10 000    |
| Великобритания (BPI)                                                        | 4× Платиновый | 2 400 000 |
| Данные о продажах + прослушиваниях приведены только на основе сертификации. |               |           |